# Monogramma acrocarpa
Monogramma acrocarpa là một loài dương xỉ trong họ Pteridaceae. Loài này được Holttum D.L. Jones mô tả khoa học đầu tiên năm 1998.